# Alvino Rey
Alvino Rey, (Alvin McBurney) (Oakland, 1908. július 1. – Salt Lake City, 2004. február 26. vagy 2004. február 24.) Alvin McBurney amerikai dzsesszgitáros és zenekarvezető volt. Olyan zenészek játszottak zenekaraiban, mint Al Cohn, Paul Desmond, Mel Lewis, Charles Mingus, Bud Shank, Cal Tjader, Kai Winding...

## Pályafutása
Alvin McBurney Oakland született, de az Ohio állambeli Clevelandben nőtt fel. Nyolcéves korában megépítette első rádióját, és néhány éven belül az ország legfiatalabb profi rádiósa lett. Születésnapi ajándékként − még tizenévesen − egy bendzsót kapott.
Professzionális karrierje 1927-ben kezdődött. A következő évben a Phil Spitalny Orchestra tagja lett. Bandzsóról gitárra váltott, majd Alvino Rey-re változtatta a nevét. 1932 és 1938 között a Horace Heidt and His Musical Knights tagja volt. Akkor hívta fel magára a figyelmet − és a zenekarra a figyelmét, amikor steelgitározni kezdett. A Gibson Guitar Corporation vállalat felkérte, hogy fejlesszen ki hangszedőt a gitárhoz.
1937-ben feleségül vette Luise Kinget a King Sistersből. 1939-ben a King Sisters-szel megalapította saját zenekarát, és Hollywoodba költözött, és a KHJ Mutual Broadcasting rádióhálózat zenei vezetője lett.A zenekar vezetőjeként lemez készült a „Deep in the Heart of Texas” egy verziójából, ami 1942-ben sikert aratott. Ugyanebben az évben felvette a zenekarba Al Cohnt, Ray Conniffot, Neal Heftit, a Zoot Simst és Billy Mayt. Az 1940-es években Herbie Steward szaxofonossal, Dave Tough dobossal, Nelson Riddle-lel, Johnny Mandellel és George Handy-vel is dolgozott. 1943-ban a zenészek sztrájkja miatt nem készített felvételeket. Az együttes feloszlott. Rey ekkor hangszerelőként talált munkát.
1944-ben bevonult az Egyesült Államok haditengerészetéhez, ahol radarrendszereken dolgozott és egy zenekart is irányított. A katonai szolgálat után egy tizenöt kürtből álló zenekart alapított, és felvette Slim Gaillard „Cement Mixer” című művének feldolgozását, ami slágerré vált.
Az 1950-es években kis együttesekkel játszott steelgitáron, gyakran Buddy Cole-lal, a sógorával.
Az 1960-as években a „The King Family Show with the King Sisters” zenei igazgatója volt. Játszott Jack Costanzo, George Cates felvételein. Ezeket a zenészek olyan műfaji egzotikumhoz kapcsolódtak, amely egyesítette a hawaii zenét, a latin dzsesszt, a „relax-dzsesszt”, burmai és indonéz hangszereket.
Az 1990-es évek elején Rey feleségével, Luise-zal szülőhazájába, Utah-ba költözött. Salt Lake Cityben megalakított egy kvartettet, amely helyi klubokban játszott, néha Luise-szal. 1994-ben visszavonult a fellépéstől. Luise 1997-ben halt meg, 60 év házasság után. 2004-ben, eltört a csípőcsontja, és olyan szövődményekektől szenvedett, mint a tüdőgyulladás és a pangásos szívelégtelenség.
95 éves korában halt meg.

## Zenekarvezető
- Swingin' Fling (1958)
- Refreshing Melodies (1958; 1976)
- My Reverie (1959)
- Ping-Pong! (1960)
- That Lonely Feeling (1960)
- Alvino Rey! − His Greatest Hits (1961)
- As I Remember Hawaii (1962)
- The Big Band Steel Guitar (1977)
- Dance With Me – The Big Band Sound of Alvino Rey (1978)
- The Greatest Jazz Band (1979)

## Díjak
- 1978: Steel Guitar Hall of Fame